# Odaiba

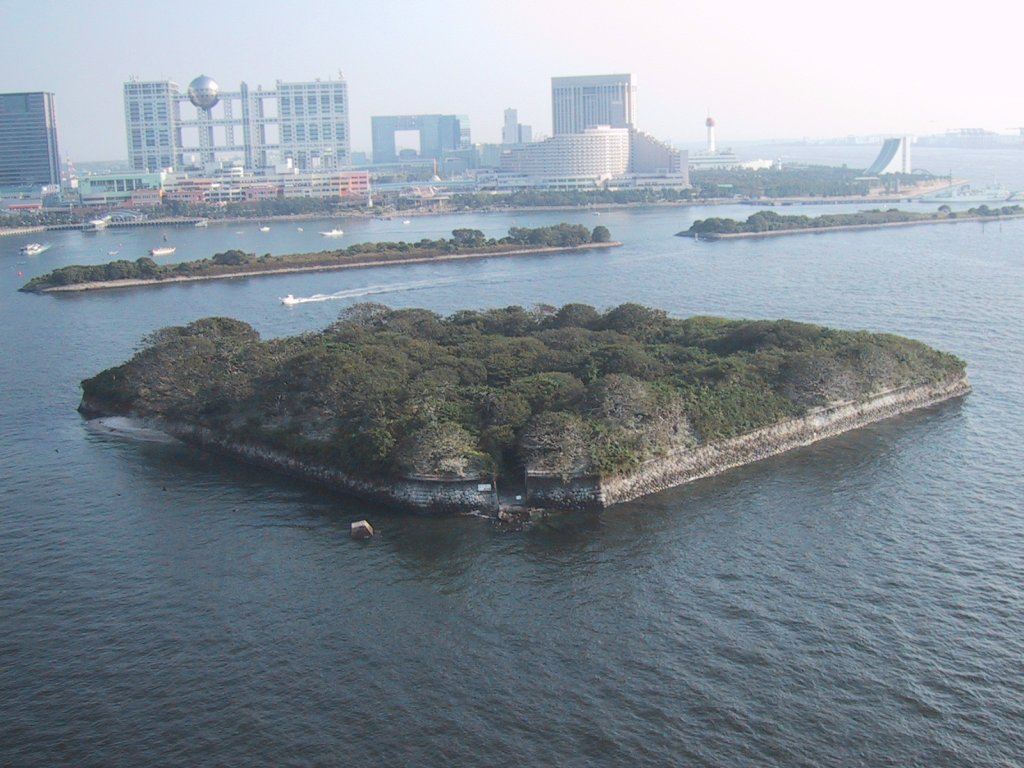
Dairoku Daiba (第六台場), avagy a „Hatodik üteg”, egyike az eredeti, Edo-korból származó szigeteknek, a Rainbow-hídról fényképezve. A háttérben Odaiba fejlett része

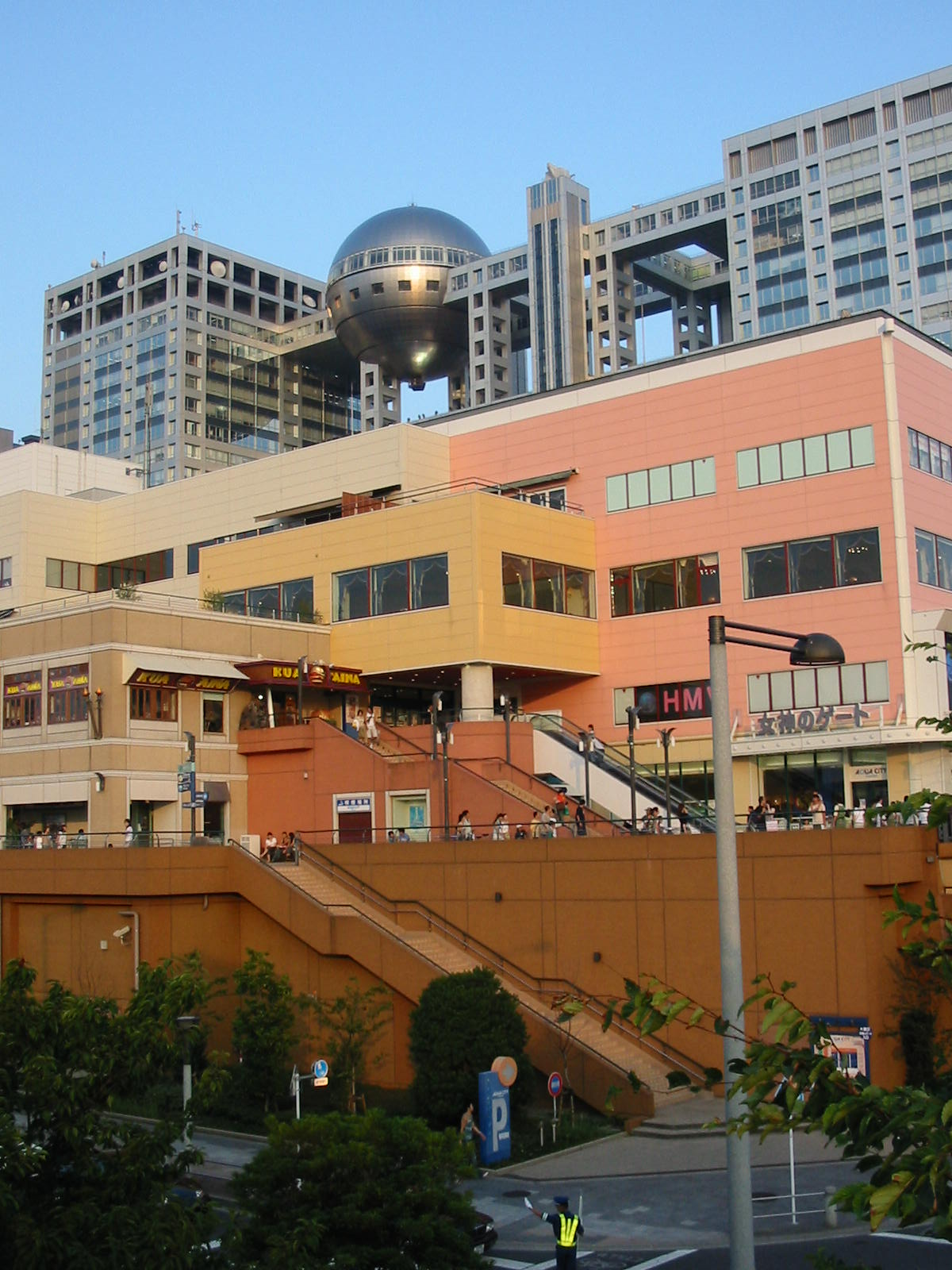
az Aqua City és a Fuji TV épülete

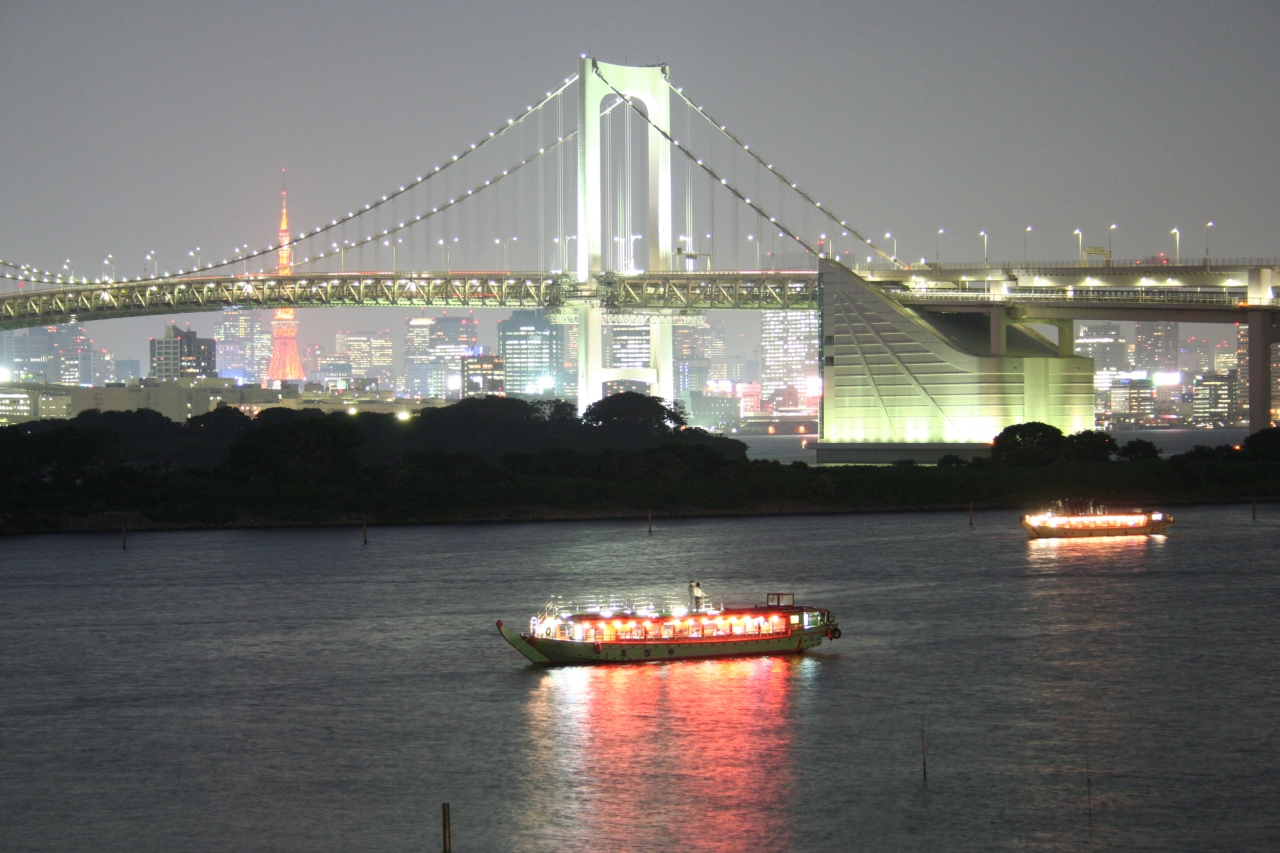
A Rainbow-híd a Tokiói-öböl odaibai oldaláról nézve.

Odaiba (お台場) (vagy megtisztelő előtag nélkül Daiba) egy mesterséges szigetcsoport, illetve a szigetcsoport legnagyobb szigetének neve Japánban, a Tokiói-öbölben. A szigetcsoport közigazgatásilag Tokió városának Minato, Koto és Sinagava kerületeihez tartozik.

## Történelme
Odaibát, mint hat erődből álló erődrendszert, eredetileg a Tokugava-sógunátus építtette 1853-ban, hogy megvédje Tokiót a tenger felől érkező támadásoktól, különös tekintettel Matthew Perry amerikai sorhajókapitány „fekete hajóira”, melyek abban az évben már nem először tettek látogatást Japán partjainál. Daiba japánul ágyúüteget jelent.
1928-ban Daiszan Daibát (Dai-San Daiba, 第三台場), avagy a „Harmadik üteg”-nek helyet adó szigetet átalakították, és Daiba park néven a mai napig látogatható.
Odaiba modern átépítése az 1985-ös cukubai világkiállítással (Expo'85) kezdődött. A japán gazdaság szárnyalt, és Odaibán az ultramodern élet bemutatását tűzték ki célul, több mint tíz milliárd dollárnyi összeget szánva az építkezésre. A szándék szerint az önellátó T3 becenevű város százezer főnél is több lakost lett volna képes befogadni. A „gazdasági szappanbuborék” azonban 1991-ben kidurrant, és 1995-re Odaiba kietlen, alulnépesedett, üres telkekkel teli szellemvárossá vált.
1996-ban a terület hasznosításának tisztán üzleti jellege háttérbe szorult, amikor kereskedelmi- és szórakoztatónegyedek kezdtek megjelenni rajta, és Odaibába, köszönhetően a főváros kollektív tudatába csak most utat találó vadonat új tengerpartnak is, lassan visszatért az élet. Hotelek és plázák nyíltak, számos nagy cég, köztük a Fuji TV ide költöztette központját, és a sziget a tömegközlekedési hálózatba is bekapcsolódott.

## Látnivalók
Odaiba ma népszerű célpontja a vásárolni és nézelődni vágyó tokióiaknak és turistáknak egyaránt. A főbb látnivalók közé a következők tartoznak:
- a Fuji TV stúdióinak Tange Kendzó (Kenzo Tange) által tervezett impozáns épülete
- a Rainbow Bridge, mely Odaibát a város szívével köti össze
- a Decks Tokyo Beach bevásárló- és szabadidőközpont, mely helyet ad a Sega Joypolis vidámparknak és a Kis Hongkongnak nevezett tematizált plázának
- az Aqua City bevásárlóközpont
- a Venus Fort Velence-témájú pláza
- a Zepp Tokyo, mely egyike Tokió legnagyobb előadótermeinek ill. night clubjainak
- a Daikanransa (Daikanransha), egy hatalmas óriáskerék
- az Oedó Onszen Monogatari (Oedo Onsen ~) nevű tradicionális fürdőház
- a Tokyo Big Sight Tokiói Nemzetközi Kiállítóközpont
- Tokió két tengerparti sávja közül az egyik (az úszás nem ajánlott), továbbá a Kaszai Rinkai park az Edogava kerületben
- a Miraikan, avagy A Fejlődő Tudomány és Innováció Nemzeti Múzeuma

## Közlekedés
Tokió fővárosi autópályahálózatának két ága teremt összeköttetést Odaiba és a főváros szárazföldi része között: egyrészt a 11-es számú autópálya Tokió szívéből közelíti meg a szigetet a Rainbow-hídon keresztül, másrészt a Wangan-autópálya alagúton vezet Odaibára a Sinagava kerületből, hogy aztán továbbhaladjon Tokiónak és Csibának a Tokiói-öböl túlpartján lévő részeibe.
Ami a tömegközlekedési eszközöket illeti, Odaiba megközelíthető az automatizált Jurikamome („dankasirály”; Yurikamome) mágnesvasút szerelvényeivel a Simbasi-állomásról, illetve az Oszaki- és Sin-Kiba-állomások között főleg a föld alatt közlekedő, részben magánkézben lévő Rinkai-vasúttal. A városi buszok olcsóbb, bár lassabb megközelítést nyújtanak. Kompok is közlekednek Tokió szárazföldi része és Odaiba között.

## Odaiba fikciós művekben
A sziget megjelenik a Digimon Adventure és Digimon Adventure 02 animesorozatokban, mint a kiválasztott gyerekek első két csoportjának szülővárosa. A műsorban valós helyszínek, többek között a Daikanransa óriáskerék, a Rainbow-híd, a Tokyo Big Sight és a Fuji TV épülete is szerepet kapnak. A „Végtelenség-zátony” elnevezésű fiktív sziget Odaiba szomszédjaként jelenik meg a Sailor Moon című mangában, az animében pedig a mangabeli változatához történetiségében igen hasonló „Tengeri Katedrális” nevű épületkonstrukció tölt be rövid, ám fontos szerepet. Odaiba az ausztrál Andrew O'Connor elsőregényében, a 2006-ban kiadott Tuvaluban is szerepet kap.
A helységnek megkülönböztetett figyelem jut a Gensiken (Genshiken) animeváltozatában is, melyben az otaku-szubkultúrához kapcsolható szereplők ellátogatnak a Tokyo Big Sightban évente megtartott nagy formátumú képregényvásárra, a Comic Marketre.

## Külső hivatkozások

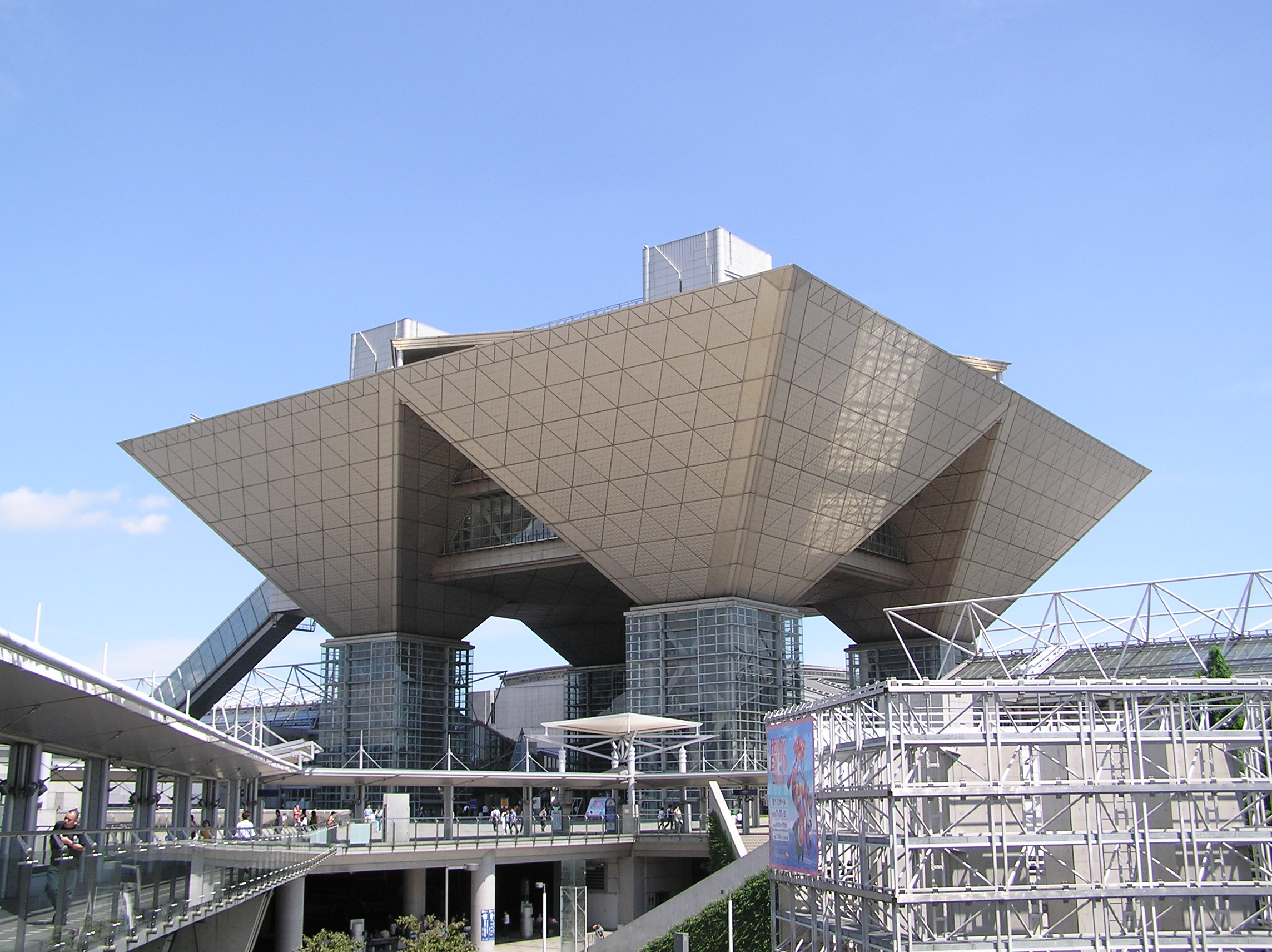
Tokyo Big Sight

- HAAP – Live from Tokyo tokiós blog Odaibáról szóló része magyar nyelven
- képek
- Wikivoyage (angol nyelven)
- Budget guide to Odaiba – internetes útikönyv (angol nyelven)
- Odaiba Decks – a Decks Tokyo Beach honlapja (többek között japán és angol nyelven)
- Odaiba Travel Guide @ Picturetokyo.com információ és galéria (angol nyelven)